# Otiothops iguazu
Otiothops iguazu is een spinnensoort uit de familie Palpimanidae. De soort komt voor in Argentinië.